# Ariosophie
Die Ariosophie ist eine gnostisch-dualistische Religion auf antisemitisch-rassistischer Grundlage, die in der ersten Hälfte des 20. Jahrhunderts in Österreich und in Deutschland Anhänger fand. Die Bezeichnung wurde 1915 von Jörg Lanz von Liebenfels geprägt, der seine Lehre bis dahin als Theozoologie verbreitet hatte. Ein weiterer wichtiger Inspirator war Guido von List, dessen Ansichten unter den Bezeichnungen Wotanismus und Armanismus bekannt wurden. Ariosophische Autoren verbanden Vorstellungen einer Überlegenheit der „arischen Rasse“ und Forderungen einer Reinerhaltung bzw. Züchtung dieser vermeintlichen Rasse mit Elementen der Astrologie, der Zahlensymbolik, der Kabbala, der Graphologie und der Handlesekunst. Die wichtigste ariosophische Organisation war der von Lanz gegründete Neutempler-Orden, der geschätzte 350 bis 400 Mitglieder hatte.

## Entstehung
Der Religionswissenschaftler Nicholas Goodrick-Clarke führt die Ariosophie auf eine Verbindung von völkischem Nationalismus und Rassismus mit okkulten Begriffen aus der Theosophie Helena Petrovna Blavatskys um die Wende des 19. zum 20. Jahrhundert in Wien zurück. Als eigentlichen Begründer benennt er Guido von List, einen Vorläufer sieht er in dem Berliner Theosophen Max Ferdinand Sebaldt von Werth (1859–1916), von dem List einige okkult-rassische Spekulationen übernahm. List ersann ein spirituelles System kreativer Ausdeutungen alter vorchristlicher Überlieferungen und berief sich hierbei auf eine Form mystischer Erkenntnis, die er „Erberinnern“ nannte. Zentrale Aussage ist das Postulat einer „arischen Urrasse“ in Nordeuropa. Unter allen Rassen sei sie die am höchsten entwickelte gewesen. Da im völkischen Umfeld die Zugehörigkeit zu einem Volk vorwiegend über rassische Merkmale definiert war, folgt daraus auch die Überlegenheit der Nachkommen dieser Urrasse – Indogermanen/Indoeuropäer/Arier und davon besonders Germanen im Allgemeinen, Deutsche im Speziellen – über alle anderen Völker.

## Lehre
Die Ariosophie basiert auf der Vorstellung, dass es in vorgeschichtlicher Zeit ein Goldenes Zeitalter gegeben habe, in dem die arische Rasse noch „rein“ gewesen und von einer weisen Priesterschaft geführt worden sei. Diese ideale Welt sei durch Rassenmischung zerstört worden, und darin lägen die Gründe für Kriege, wirtschaftliche Not, politische Unsicherheit und alle Probleme der Moderne. Um dem entgegenzuwirken, gründeten die Ariosophen religiöse Orden mit dem Ziel, das verlorene okkulte Wissen wiederzuerwecken, die rassischen Tugenden der alten Germanen zu erneuern und ein neues alldeutsches Reich zu schaffen. Die Ariosophen sahen sich in einem Kampf gegen eine Verschwörung antiarischer Agenten, die wahlweise mit Juden oder minderwertigen Rassen von angeblich teilweise tierischer Abstammung identifiziert wurde. Um die legitime Herrschaft der Arier zu unterminieren, würden jene die Gleichwertigkeit aller Rassen predigen, dadurch deren Vermischung befördern.
Lanz verknüpfte seine Rassenlehre mit der Idee eines „arischen Christentums“ und stellte dann den Kampf der Arier gegen die „Niederrassen“ in den Vordergrund. Ganz konkret ging es ihm um die Verhinderung von Rassenmischung und der daraus angeblich resultierenden Schwächung der „arischen Heldenrasse“. Um dies zu verhindern, schlug er weitreichende Zuchtprogramme für Arier und Sklavenrassen sowie Sterilisationsmaßnahmen für minderwertige (Misch-)Rassen vor. Lanz deutete die Bücher der Bibel und die Geschichte des Christentums in Zeugnisse eines angeblichen Rassenkampfes um. Frauen wurden in diesen Züchtungsphantasien auf ihre biologische Funktion als „Zuchtmütter“ reduziert. Die Ariosophie wird deshalb nicht nur als rassistisch, sondern auch als misogyn beschrieben.

## Verhältnis zur Theosophie Blavatskys
Die Ariosophie verknüpft einige theosophische Gedanken Helena Petrovna Blavatskys über Kosmologie, Symbolik und menschliche Evolution (Wurzelrassen) mit der Rassentheorie Arthur de Gobineaus und okkultem Runenglauben. Dabei werden Teile des Gedankenguts Blavatskys von ihrer zentralen Position abgetrennt, wonach die Begründung einer „Bruderschaft der Menschheit ohne Unterschied der Rasse“ angestrebt und die Höherentwicklung der Menschheit in der Verschmelzung aller Rassen gesehen wird. Die Ariosophie erstrebt umgekehrt die Höherentwicklung der Menschheit durch eine Art „aristokratischer“ Rassentrennung und postuliert eine Rassenhierarchie, welche durch biologische Züchtung und mystische Entwicklung ausgebaut werden soll. Dabei wird das gnostische Element eines Aufstiegs durch Erkenntnis und Vergeistigung im Sinn eines manichäischen strengen Dualismus radikalisiert.
Nicholas Goodrick-Clarke macht zudem deutlich, dass die zentrale Bedeutung des „arischen“ Rassismus in der Ariosophie, wenn auch mit okkulten Begriffen der Theosophie vermischt, sich auf Besorgnisse um die Rasse im deutschen Sozialdarwinismus zurückführen lässt.

## Verhältnis zum Nationalsozialismus
Das historische Interesse an der Ariosophie rührt vor allem daher, dass sie in Beziehung zu den Ursprüngen und der Ideologie des Nationalsozialismus gebracht wurde. So stellte Wilfried Daim 1958 die heute in der Wissenschaft nicht mehr vertretene These auf, Lanz von Liebenfels sei „der Mann, der Hitler die Ideen gab“. Goodrick-Clarke kommt in seinem Werk über The Occult Roots of Nazism von 1985 dagegen zu dem Schluss, dass die Ariosophie die NS-Ideologie zwar antizipiert habe, aber eher ein Symptom als einen historischen Einfluss darstelle. Adolf Hitler habe zwar Werke von List und Lanz von Liebenfels gekannt und sei auch teilweise von ihnen beeinflusst gewesen, namentlich von ihrem Millenarismus und ihrem Manichäismus. Andere zentrale Aspekte der ariosophischen Lehre, etwa das vergangene „Goldene Zeitalter“ der Arier oder deren geheimes kulturelles Erbe, hätten ihn dagegen nicht interessiert. Der israelische Historiker Isaac Lubelsky kommt zu dem Ergebnis, dass die Ariosophen insgesamt einen deutlich geringeren Einfluss auf die Ideologie des „Dritten Reiches“ gehabt hätten, als Goodrick-Clarkes Formulierung von den „okkulten Wurzeln des Nationalsozialismus“ vermuten lasse.
Nach der Machtergreifung 1933 wurden ariosophische Gruppierungen neben allen anderen okkultistischen sowie freimaurerischen und diversen religiösen Gruppen als „staatsfeindliche Sekten“ eingestuft und zunächst vom Sicherheitsdienst des Reichsführers SS beobachtet. Mit einem Erlass vom Juli 1937 wurden dann alle derartigen „Sekten“ verboten. 1941 folgten unter der Leitung von Reinhard Heydrich in der Aktion gegen Geheimlehren und sogenannte Geheimwissenschaften massive polizeiliche Maßnahmen gegen alle Angehörigen solcher Gruppierungen mit der Anordnung, sie in Konzentrationslager einzuweisen oder zur Zwangsarbeit zu verurteilen.

## Wiederaufleben nach 1945
Ariosophische Ideen lebten nach dem Ende des Zweiten Weltkriegs in verschiedenen neugermanischen Gruppen wieder auf, so im 1976 gegründeten Armanen-Orden, der Gylfiliten-Gilde, in der Arbeitsgemeinschaft naturreligiöser Stammesverbände Europas (ANSE) sowie im Bund der Goden, weiter in bestimmten Formen des Odinismus in den USA, in der National Renaissance Party oder bei Miguel Serrano.